# Bobby Moore
Robert Frederick Chelsea "Bobby" Moore OBE (12. april 1941 – 24. februar 1993) var en engelsk fodboldspiller, der som forsvarsspiller var anfører på det engelske landshold, der vandt guld ved VM i 1966. Han opnåede hele 108 kampe for landsholdet, hvilket i en årrække var rekord i landet.

## Klubkarriere
Moore spillede langt størstedelen af sin karriere hos London-klubben West Ham United, som han debuterede for den 8. september 1958 i en alder af kun 17 år. Han var tilknyttet klubben de følgende 16 sæsoner, og nåede at spille mere end 500 ligakampe for holdet. I 1964 var han med til at vinde FA Cuppen. 
Efter at være blevet en klublegende i West Ham skiftede Moore i 1974 til London-rivalerne Fulham F.C., hvor han var tilknyttet de følgende tre sæsoner. Han afsluttede sin karriere med to kortvarige ophold i de amerikanske klubber San Antonio Thunder og Seattle Sounders. 
Sidste klub i karrieren var den danske 3. divisionsklub Herning Fremad, der som en af de første danske klubber satsede på professionel fodbold. Moore spillede ni kampe for klubben i 1978, inden han stoppede karrieren som aktiv fodboldspiller. Bobby Moore er den eneste verdensmester i fodbold, der har spillet i en dansk klub. 

## Landshold
Moore nåede igennem sin karriere at spille 108 kampe og score to mål for Englands landshold, hvilket var landskampsrekord i en årrække, før den blev slået af målmanden Peter Shilton. Han spillede sin første kamp for landsholdet den 20. maj 1962 i et opgør mod Peru. Kort tid efter blev han udnævnt til landsholdets anfører, en position han beholdt resten af sin landsholdskarriere, der sluttede i 1973.
Moore stod i spidsen for det engelske hold der blev verdensmestre ved VM i 1966 på hjemmebane, efter finalesejr over Vesttyskland. Han førte også holdet til EM i 1968 og VM i 1970, ligesom han i starten af sin karriere var reserve ved VM i 1962.

## Trænerkarriere
Efter at have stoppet sin aktive karriere i 1978 kastede Moore sig over trænergerningen. Han var manager for de engelske klubber Oxford City og Southend United, ligesom han i en kort periode stod i spidsen for klubben Eastern AA fra Hong Kong.

## Død
I 1991 kom det frem at Moore led af tarmkræft, en sygdom der to år senere, den 24. februar 1993, resulterede i hans død i en alder af blot 51 år. Hans begravelse blev afholdt den 2. marts samme år, og i forbindelse med den første efterfølgende hjemmekamp for hans hjerteklub West Ham United, var der en større mindehøjtidelighed på klubbens hjemmebane Upton Park.